# Crayke
Crayke är en ort och civil parish i Storbritannien.   Den ligger i grevskapet North Yorkshire och riksdelen England, i den centrala delen av landet, 300 km norr om huvudstaden London. Crayke ligger 95 meter över havet och antalet invånare är 390.
Terrängen runt Crayke är platt. Runt Crayke är det ganska tätbefolkat, med 239 invånare per kvadratkilometer. Närmaste större samhälle är York, 19,2 km söder om Crayke. Trakten runt Crayke består till största delen av jordbruksmark.